# ميكيل كرامر
ميكيل كرامر (بالدنماركية: Mikkel Cramer)‏ هو لاعب كرة قدم دنماركي، ولد في 25 يناير 1992 في الدنمارك في مملكة الدنمارك. شارك مع منتخب الدنمارك تحت 19 سنة لكرة القدم. أما مع النوادي، فقد لعب مع نادي راندرس ونادي هورسينس.

## وصلات خارجية
- ميكيل كرامر على موقع قاعدة بيانات كرة القدم.إي يو (الإنجليزية)
- ميكيل كرامر على موقع Soccerway.com (الإنجليزية)